# Rezerwat przyrody Dębowiec (województwo lubuskie)
Dębowiec – faunistyczny rezerwat przyrody położony na terenie Nadleśnictwa Gubin (obręb Gubin, leśnictwo Dębowiec) w połowie drogi z Gubina do wsi Brzózka (na południe od drogi krajowej nr 32, przy drodze gruntowej do Kaniowa), gmina Gubin, powiat krośnieński, województwo lubuskie.
Rezerwat został utworzony w 1984 roku. Zajmuje powierzchnię 9,39 ha (akt powołujący podawał 9,73 ha).
Utworzony w celu zachowania nie tylko starodrzewu dębowego, ale i stanowisk chronionych rzadkich gatunków owadów: jelonka rogacza i kozioroga dębosza. Główny zespół roślinny lasu to kwaśna dąbrowa, obejmująca ponad 9 ha powierzchni rezerwatu. Około 0,29 ha zajmuje bór sosnowy świeży. Górne piętro drzewostanu buduje głównie dąb bezszypułkowy w wieku ponad 250 lat oraz sosna zwyczajna w wieku ponad 200 lat. Na terenie rezerwatu stwierdzono występowanie 24 gatunków roślin naczyniowych oraz 18 gatunków mszaków. Gniazdują tu 24 gatunki ptaków.
Według obowiązującego planu ochrony ustanowionego w 2003 roku, obszar rezerwatu objęty jest ochroną czynną.

## Ścieżka edukacyjna
Około 800 m na zachód od rezerwatu (dawniej także przez jego teren) przebiega ścieżka edukacyjna „Dzikowo” przygotowana przez Nadleśnictwo Gubin. Jej trasa rozpoczyna się i kończy przy miejscowości Dzikowo, posiada zarys trójkąta. Atrakcje wzdłuż trasy ścieżki to: mrowiska, budki lęgowe dla ptaków i nietoperzy, dostrzegalnia p-poż. (bez możliwości wejścia), remiza kompleksowo-ogniskowej metody ochrony lasu, różne typy pułapek na owady, poletko łowieckie, paśniki i lizawki dla zwierzyny płowej, plantacja choinek, drzewostan nasienny z ekotypem sosny gubińskiej, pomnikowe dęby bezszypułkowe, głaz na cokole upamiętniający ofiary I wojny światowej. Ścieżka posiada dwie wersje: skróconą o długości 2,5 km oraz dłuższą – 4,5 km.